# Ein stahlharter Mann
Ein stahlharter Mann (Originaltitel: Hard Times) ist ein US-amerikanisches Action-Drama des Regisseurs Walter Hill aus dem Jahr 1975. Die Hauptrollen sind mit Charles Bronson und James Coburn sowie Jill Ireland besetzt.

## Handlung
Chaney, ein mysteriöser, arbeitsloser Bummler kommt während der Weltwirtschaftskrise mithilfe eines Güterzuges in einer Stadt in Louisiana an. Dort wohnt er einem von Spielern organisierten Schaukampf bei. Als der Kampf vorüber ist, fordert Chaney Speed einen der Organisatoren auf, einen weiteren Kampf anzuordnen. Chaney setzt seine paar Dollar auf sich selbst und gewinnt mit einem einzigen Schlag.
Speed bietet sich Chaney daraufhin als Manager an. Zusammen reisen sie nach New Orleans, wo Speed Chaney gegen lokale Kämpfer mit geringen Gewinnaussichten einsetzen will. Chaney nimmt einen billigen Schlafraum. Bei einem Diner macht er Bekanntschaft mit Lucy Simpson, einer einsamen Frau, deren Mann im Gefängnis ist. Chaney und Lucy beginnen ein Verhältnis.
Chaney warnt Speed, dass er nur ein wenig Geld machen und dann weiterziehen wolle. Speed rekrutiert einen Cutman, den opiumsüchtigen Poe, der erleichtert ist, als Chaney ihn akzeptiert. Speed plant weiter, Chaney gegen Jim Henry, den ungeschlagenen Straßenkämpfer der Stadt, antreten zu lassen. Henry ist ein furchterregender Zänker, der durch den reichen Geschäftsmann Küken Gandil finanziert wird. Gandil wittert ein Komplott, deshalb besteht er darauf, Speed solle 3.000 Dollar im Voraus einsetzen. Speed sieht sich daher gezwungen, ein Darlehen bei lokalen Gangstern aufzunehmen. Chaney nimmt es mit Jim Henry auf und erweist sich der Aufgabe gewachsen, er schlägt ihn bewusstlos.
Chaney, Speed und Poe feiern mit ihren Freundinnen in einem Juke Joint. Speed verliert seinen Gewinnanteil durch ein Würfelspiel. Die Gangster bedrohen Speed daraufhin wegen des Geldes, das er ihnen schuldet. Gandil bietet Chaney Geld, damit er für ihn kämpft. Speed willigt ein, da er dadurch seine Schulden begleichen könnte, aber Chaney weigert sich. Er und Speed geraten deshalb in einen erbitterten Streit. Außerdem verlässt Lucy Chaney wegen seiner emotionalen Distanz und seines mangelnden Engagements in der Beziehung.
Gandil entscheidet sich, Street, einen Top-Straßenkämpfer aus Chicago, einzustellen. Da er es nicht schafft, Chaney in einen Alles-oder-nichts-Kampf zu verwickeln, begleicht er Speeds Schulden und nimmt ihn dann als Geisel. Wenn es keinen Kampf gebe, werde Speed wegen seiner Schulden getötet.
Poe besucht Chaney in seiner Wohnung und informiert ihn, in welchen Schwierigkeiten Speed steckt. Chaney geht in Gandils Lagerhalle, wo der Kampf stattfinden soll. Er muss nicht nur um Speeds Leben kämpfen, sondern sieht sich auch gezwungen, all seine eigenen Gewinne zu riskieren. Street erweist sich als Chaneys härtester Gegner, aber schließlich gewinnt Chaney die Oberhand und besiegt Street in einem zermürbenden Kampf. Speeds Leben wird verschont. Getreu seinem Wort entscheidet Chaney, dass es Zeit sei zu gehen. Er gibt Speed und Poe großzügig einen nicht kleinen Anteil des gewonnenen Geldes und geht seines Weges. Als er in der Dunkelheit verschwindet, meint Speed, dass Chaney „wirklich einmalig“ sei.

## Hintergrund
- Der Film stellt das Regiedebüt von Walter Hill dar, der hier auch am Drehbuch mitschrieb.[1]
- Nach Die glorreichen Sieben und Gesprengte Ketten ist dies der dritte und letzte Film, in dem Charles Bronson und James Coburn zusammen spielten.[1]
- Bronson führte die meisten Stunts in diesem Film selbst aus.[1]
- Der Dreh des finalen Kampfes nahm über eine Woche an Zeit in Anspruch.[1]
- Im Vereinigten Königreich erschien der Film unter dem Titel The Streetfighter, um Verwechslungen mit der gleichnamigen Geschichte von Charles Dickens vorzubeugen.[1]

## Kritiken
Auf der Webseite Rotten Tomatoes waren von 13 gezählten Kritiken 92 % in ihrem Urteil positiv. Metacritic ermittelte einen Score von 69 basierend auf 7 Rezensionen.
Roger Ebert bezeichnete den Film in seiner zeitgenössischen Kritik in der Chicago Sun-Times vom 14. Oktober 1975 als „kraftvollen, brutalen Film mit einer entschlossenen Darstellung von Charles Bronson“. Der Charakter des Chaney sei „sonderbar interessant“, da man wenig über ihn wisse und auch wenig über ihn erfahre, aber vieles durch Bronsons bloße Präsenz impliziert werde.

„Der spannende Action-Film war das Regiedebüt von Walter Hill, der sich hier an der Biographie des Boxweltmeisters Jack Dempsey orientierte. Diese Rolle erschien Hill für Charles Bronson absolut passend. […] Mit seinem Auftritt als Preisboxer Chaney lieferte er eine herausragende Charakterstudie ab. Neben aller Action ist dies aber auch ein kritisches Zeitbild über Armut und Gewalt in den Dreißigerjahren. In einer weiteren Rolle zu sehen: Bronson-Ehefrau Jill Ireland.“

„Regisseur Hill liefert unter Zuhilfenahme von Konventionen des Actionkinos episodenhafte Momentaufnahmen aus dem Leben kleiner Gauner, Landstreicher und Randexistenzen, die – bei allen kommerziellen Zugeständnissen – zusammen ein kritisches Zeitbild ergeben.“